# Ruggero Pertile
Ruggero Pertile (né le 8 août 1974 à Camposampiero) est un athlète italien, spécialiste du marathon.

## Biographie
Ruggero Pertile court son premier marathon en 1999 à Venise, où il réalise un temps de 2 h 15 min 0 s. Au marathon de Milan en 2002, il court en 2 h 10 min 39 s. 
En 2003 à Padoue, il court en 2 h 10 min 53 s et est sélectionné en équipe nationale pour les championnats du monde d'athlétisme à Paris-Saint-Denis. 
Il remporte le marathon de Padoue en 2006 et devient ce faisant champion d'Italie. Il participe aux Jeux olympiques de 2008 à Pékin où il arrive 15e en 2 h 15 min 39 s. Son meilleur temps est de 2 h 09 min 53 s, obtenu à Turin en avril 2009.
Ruggero Pertile termine 4e aux Championnats d'Europe d'athlétisme 2010 à Barcelone.
À Daegu 2011, il termine 8e des Championnats du monde, premier Européen à l'arrivée, en étant remonté de la 27e place à la moitié du parcours, et seulement deuxième finaliste hommes de son équipe italienne, avec le même placement que son capitaine Nicola Vizzoni, également 8e au lancer du marteau.
En mars 2012, il réalise le temps de 2 h 10 min 06 s lors du marathon d'Otsu. Il remporte la médaille d'or de l'épreuve du semi-marathon lors des Jeux méditerranéens à Mersin après disqualification d'Ahmed Baray, dont tous les résultats postérieurs à 2010 sont annulés en 2015.
Pour son 28e marathon, à 41 ans, il anime la course des Championnats du monde à Pékin où il termine à la quatrième place.
Il remporte le 17 avril 2016 le marathon de Padoue en 2 h 12 min 17 s.

## Palmarès
| Date | Compétition                    | Lieu                   | Résultat | Épreuve       | Performance     |
| ---- | ------------------------------ | ---------------------- | -------- | ------------- | --------------- |
| 2006 | Championnats d'Europe de cross | San Giorgio su Legnano | 5e       | Par équipes   | 93 pts          |
| 2008 | Jeux olympiques                | Pékin                  | 15e      | Marathon      | 2 h 13 min 39 s |
| 2010 | Championnats d'Europe          | Barcelone              | 4e       | Marathon      | 2 h 19 min 33 s |
| 2011 | Championnats du monde          | Daegu                  | 8e       | Marathon      | 2 h 11 min 57 s |
| 2012 | Jeux olympiques                | Londres                | 10e      | Marathon      | 2 h 12 min 45 s |
| 2013 | Jeux méditerranéens            | Mersin                 | 1er      | Semi-marathon | 1 h 7 min 07 s  |
| 2015 | Championnats du monde          | Pékin                  | 4e       | Marathon      | 2 h 14 min 22 s |

## Records
| Épreuve  | Performance     | Lieu  | Date          |
| -------- | --------------- | ----- | ------------- |
| Marathon | 2 h 09 min 53 s | Turin | 19 avril 2009 |